# Dragutin Dimitrijević
Pour les articles homonymes, voir Apis (homonymie).
 (juillet 2021).
Si vous disposez d'ouvrages ou d'articles de référence ou si vous connaissez des sites web de qualité traitant du thème abordé ici, merci de compléter l'article en donnant les références utiles à sa vérifiabilité et en les liant à la section « Notes et références ».
 (juillet 2021).
Dragutin Dimitrijević (en cyrillique serbe Драгутин Димитријевић) (connu sous le nom de « l'abeille », « Colonel Apis », « No. 6 » ou, plus communément, « Apis ») né le (17 août 1876 à Belgrade et exécuté le 11, le 24 ou le 27 juin 1917) est un officier serbe, chef du service de renseignement de l'état-major, dirigeant de l'organisation secrète de la Main noire. Il est connu à cause de son rôle dans l'attentat de Sarajevo où l’archiduc François-Ferdinand a perdu la vie en 1914, événement déclencheur de la Première Guerre mondiale. Il a une branche familiale qui habite dans les alentours de Belgrade dans une petite ville qui s'appelle  Smederevska Palanka.

## Formation
À 16 ans, Dragutin Dimitrijević entre à l'Académie militaire de Belgrade. Brillant étudiant, il sort diplômé de l'Académie militaire avec de si bons résultats qu'il est immédiatement affecté à l’État-major de l’Armée serbe. Ardent pan-slaviste, il rêve de réunir tous les Slaves du sud dans un seul État sous l'autorité de la famille royale de Serbie, il décide de se spécialiser dans le renseignement militaire.

## L'élimination des Obrenović
Le capitaine Dimitrijević et un groupe de 120 jeunes officiers préparèrent l'assassinat du roi de Serbie Alexandre Ier de Serbie. Le 11 juin 1903, le groupe prit d'assaut le palais royal du royaume de Serbie et tua à la fois Alexandre Ier de Serbie et sa femme Draga Mašin. Pendant l'attaque, Dimitrijević fut sévèrement blessé mais il se remit de ses blessures, les trois balles reçues lors de l'assaut ne lui furent jamais retirées du corps.

## Ministre et fonctionnaire de la monarchie serbe
Le parlement serbe proclame Dimitrijević « Le sauveur de la terre des ancêtres » et le nomme professeur de tactiques à l'Académie militaire. Il visite l'Allemagne et la Russie ou il étudie les dernières théories militaires. Pendant la  Première Guerre balkanique, Dimitrijević joue un rôle important dans certaines des victoires remportées par l'armée serbe.

## Le rêve yougoslave
L'objectif principal de Dimitrijević était la création de la grande Serbie en y incorporant des territoires de l'Autriche-Hongrie peuplés de Slaves du sud (Serbes, Croates, Bosniens). Dimitrijević, qui utilisait comme nom de code Apis, devint le chef de l'organisation secrète nommée la Main noire. En 1911 Dimitrijević organisa une tentative d'assassinat sur l'Empereur François-Joseph Ier d'Autriche. À la suite de l'échec de cette tentative, Dimitrijević tourna son attention sur l’héritier du trône, François-Ferdinand d'Autriche. Il était inquiet de voir François-Ferdinand concéder certains droits aux Slaves du sud, redoutant que, en ce cas, la création d'une grande Serbie serait plus difficile à réaliser.
Quand il apprit que François-Ferdinand d'Autriche avait prévu de visiter Sarajevo en juin 1914, il envoya trois membres de la Main noire, Gavrilo Princip, Nedeljko Čabrinović et Trifko Grabež de Serbie dans le but de l'assassiner.
À l'insu de Dimitrijević, le Major Voja Tankosić informa du complot Nikola Pašić, alors premier ministre de Serbie. Alors que Pašić était globalement d'accord avec les objectifs principaux de la Main noire, il ne souhaitait pas que l'assassinat ait lieu car il craignait qu'il ne conduise à la guerre avec l'Autriche-Hongrie. Il donna donc l'ordre d'arrêter Gavrilo Princip, Nedjelko Čabrinović et Trifko Grabež lorsqu’ils quitteraient le pays. Cependant, ses ordres ne furent pas suivis et les trois hommes arrivèrent en Bosnie-Herzégovine où il se joignirent avec d'autres conspirateurs, Mehmed Mehmedbašić, Danilo Ilić, Vaso Čubrilović, Cvijetko Popović, Miško Jovanović et Veljko Čubrilović.
Après l'assassinat de l'archiduc le 28 juin 1914, plusieurs membres de la Main noire sont interrogés par les autorités austro-hongroises qui découvrent que trois hommes en provenance de Serbie (Dimitrijević, Milan Ciganović, et le Major Voja Tankosić) sont les organisateurs de l'attentat. Le 25 juillet 1914, le gouvernement austro-hongrois demande au gouvernement serbe de faire arrêter ces hommes et de les extrader à Vienne pour jugement.
Le 25 juillet 1914, Nikola Pašić, premier ministre de Serbie, répondit au gouvernement austro-hongrois de ne pas pouvoir accéder à sa demande car cela constituerait « une violation de la constitution de la Serbie et de son droit pénal ». Trois jours plus tard, l'Autriche-Hongrie déclarait la guerre à la Serbie.

## L'élimination d'Apis
Nikola Pašić, craignant la possibilité d'une alliance entre l'opposition serbe et certains membres de l'Armée, dont Dimitrijević, décida de se débarrasser des membres les plus éminents de la Main noire, officiellement démantelée. Dimitrijević et plusieurs de ses collègues militaires furent arrêtés. Le 23 mai 1917, reconnu coupable de trahison, Dimitrijević est condamné à mort. Un mois plus tard, il passe devant le peloton d'exécution.